# Hekenoe-hedjet
Hekenoe-hedjet (26e eeuw v.Chr.) was een koningin uit de 4e dynastie van Egypte die regeerde aan de zijde van koning (farao) Chefren. Haar zoon was de vizier Sechemkare.
Vorige Egyptische koningin was mogelijk Per-Senet of Hetepheres II. Opvolgster van Hekenoe-hedjet was Meresankh II.
Hekenoe-hedjet wordt afgebeeld in het graf van haar zoon Sechemkare. Op de westelijke muur van de kapel wordt zij getoond al zittend achter haar zoon Sechemkare. Ze wordt iets groter dan hij afgebeeld en heeft een arm om hem heen. Tegenover hen staat een boottafereel. De tekst is beschadigd, maar omschrijft Hekenoe-hedjet als de grote favoriet en als priesteres. Er is een deel van een titel met "zijn geliefde" zichtbaar.,
In een ander tafereel in de kapel wordt Hekenoe-hedjet met haar zoon afgebeeld terwijl ze voor offertafels zitten. Sechemkare wordt er "Koninklijke zoon van zijn lichaam" genoemd, "Directeur van het paleis", "Meester van de geheimen van het washuis", "Bezitter van eer in de nabijheid van zijn vader". Als titels van Hekenoe-hedjet staan vermeld: "Bezitster van eer", "Zij die Horus en Set ziet", "Priesteres van [..]".

## Titels
Te oordelen naar de titels die Hekenoe-hedjet droeg was zij een invloedrijk persoon in het politieke en religieuze gebeuren in het Oude Rijk.
Van haar zijn de volgende koninginnentitels bekend:
- Grote vrouwe van de hetes-scepter (wrt-hetes),
- Zij die Horus en Seth ziet (m33t-hrw-stsh),
- Koninklijke vrouwe (hmt-nisw), (ḥm.t-nỉswt)
- Koninklijke vrouwe, zijn geliefde (hmt-nisw meryt.f) (ḥm.t-nỉswt mrỉỉt=f),
- Aan de zijde van Horus (kht-hrw),
- Priesteres van Bapef (hmt-ntr-b3-pf) (ḥm.t-nṯr b3-pf),